# Кросцина-Велика
Кросцина-Велика (пол. Krościna Wielka) — село в Польщі, у гміні Прусиці Тшебницького повіту Нижньосілезького воєводства.
Населення — 332 особи (2011).
У 1975-1998 роках село належало до Вроцлавського воєводства.

## Демографія
Демографічна структура станом на 31 березня 2011 року:
|          | Загалом | Допрацездатний вік | Працездатний вік | Постпрацездатний вік |
| -------- | ------- | ------------------ | ---------------- | -------------------- |
| Чоловіки | 175     | 45                 | 122              | 8                    |
| Жінки    | 157     | 34                 | 100              | 23                   |
| Разом    | 332     | 79                 | 222              | 31                   |